# Dolní Ročov
Dolní Ročov (staré názvy Klášter, Področov, Dolejší Ročov, Dolní Ročovice, německy Unter Rotschow) je starší ze dvou samostatných osad Ročova, městyse v okrese Louny v Ústeckém kraji.

## Historie
Osada se nachází v údolí pod druhou částí Ročova, tj. pod Horním Ročovem a do počátku 20. století byla samostatnou obcí. Vyrostla okolo tvrze (pravděpodobně z počátku 14. století) a později augustiniánského kláštera.
Vesnice s klášterem stojí v údolní nivě na úpatí nestabilního svahu. Ke škodám způsobeným sesuvy došlo v poprvé v roce 1684 a později v letech 1731, 1740, 1742. Povodeň ze 2. srpna 1745 si vynutila stržení původního kostela a stavbu nového. Následovalo klidné období, ale nové pohyby svahu se znovu projevily roku 1897. Větší sesuv s plochou 3,5 hektaru nastal o rok později. Další sesuv z 27.–28. května 1899 poškodil několik staveb, ale k největšímu pohybu došlo 2. března 1900, kdy rychlé sesuvné pohyby zničily zástavbu severně od kláštera, ohrazení kláštera a poškodily zdivo kostela. Poslední výraznější pohyby nastaly roku 1939. Mezitím byl sesuvný svah zalesněn, a tím částečně stabilizován. K drobným plouživým pohybům však nadále dochází.

## Pamětihodnosti
- Klášter Dolní Ročov
- Kostel Nanebevzetí Panny Marie (Dolní Ročov)
- Socha svatého Jana Nepomuckého